# Diaphorus neotropicus
Diaphorus neotropicus är en tvåvingeart som beskrevs av Octave Parent 1928. Diaphorus neotropicus ingår i släktet Diaphorus och familjen styltflugor. Inga underarter finns listade i Catalogue of Life.